# Medley (musik)
 For alternative betydninger, se Medley. (Se også artikler, som begynder med Medley)
Et medley er et musikstykke, hvor flere sange er sat sammen til ét sammenhængende stykke.
| Musik | Spire Denne musikartikel er en spire som bør udbygges. Du er velkommen til at hjælpe Wikipedia ved at udvide den. |